# El Grinch (pel·lícula de 2018)
El Grinch del Dr. Seuss (títol original en anglès, Dr. Seuss' The Grinch) és una pel·lícula de comèdia nadalenca d'animació estatunidenca de 2018 produïda per Illumination i distribuïda per Universal Pictures. És la tercera adaptació a la pantalla del llibre de 1957 del Dr. Seuss, Quan el Grinx va robar el Nadal!, després de l'especial de televisió de 1966 i del llargmetratge d'imatge real de 2000. La pel·lícula representa la segona adaptació cinematogràfica de Dr. Seuss per part d'Illumination, després de The Lorax el 2012. La trama segueix el Grinx i el seu gos Max que planegen aturar la celebració de Nadal de Vila Qui robant totes les decoracions i regals de la ciutat. S'ha doblat i subtitulat al català.
La pel·lícula va ser dirigida per Scott Mosier i Yarrow Cheney (en el primer llargmetratge debut com a director) i produïda per Chris Meledandri i Janet Healy, a partir d'un guió escrit per Michael LeSieur i Tommy Swerdlow. La pel·lícula la protagonitzen les veus en anglès de Benedict Cumberbatch com a personatge principal, amb Rashida Jones, Kenan Thompson, Angela Lansbury i Pharrell Williams, que actua com a narrador. La pel·lícula es va anunciar el 2013, i el 2016 que Cumberbatch en seria el personatge titular, i que Cheney i Peter Candeland la dirigirien. Tanmateix, el 2018, Mosier va assumir el càrrec de Candeland com a codirector. Danny Elfman va compondre la base sonora, amb una cançó escrita i interpretada per Tyler, the Creator.
El Grinch es va estrenar als Estats Units el 9 de novembre de 2018. Va recaptar més de 526 milions de dòlars a tot el món, i es va convertir en la pel·lícula de Nadal més taquillera de tots els temps, així com en l'adaptació cinematogràfica de Dr. Seuss més taquillera. Els crítics van elogiar l'animació i les interpretacions vocals (especialment de Cumberbatch) però van criticar la manca de llicència creativa. Aquesta va ser l'última adaptació cinematogràfica del Dr. Seuss que es va estrenar durant la vida de la vídua de Seuss, Audrey Geisel, que va exercir de productora executiva de la pel·lícula i va morir el 19 de desembre de 2018, cinc setmanes després de l'estrena de la pel·lícula.

## Repartiment
| Personatge | Veu original         | Veu catalana |
| ---------- | -------------------- | ------------ |
| El Grinch  | Benedict Cumberbatch | Lluís Posada |